# Mercato San Severino
Mercato San Severino är en ort och kommun i provinsen Salerno i regionen Kampanien i Italien. Kommunen hade 22 335 invånare (2017).